# Gustav Hauer
Gustav Adolf Hauer (* 12. Dezember 1840 in Kösen; † 26. Dezember 1913 in Charlottenburg) war ein deutscher Architekt und preußischer Baubeamter. Er wirkte als Hofbaumeister bzw. Hofbaurat des Prinzen Albrecht in Berlin.

## Werk
Gustav Hauer war 1891 an der Restaurierung der Schlosskirche Buch beteiligt. Dabei wurde die Schiefstellung des Turmes mit Flaschenzügen behoben und durch eiserne Träger unterfangen, Turmknauf und Strahlenkreuz restauriert, der Mauerputz innen und außen ausgebessert, Sandsteinfiguren restauriert, neue Fenster mit Eisenprofilen und -rahmen eingesetzt sowie Innen- und Außenanstriche erneuert.
Hauer wurde 1890 und 1899 als Mitglied der Allgemeinen Deutschen Kunstgenossenschaft genannt.

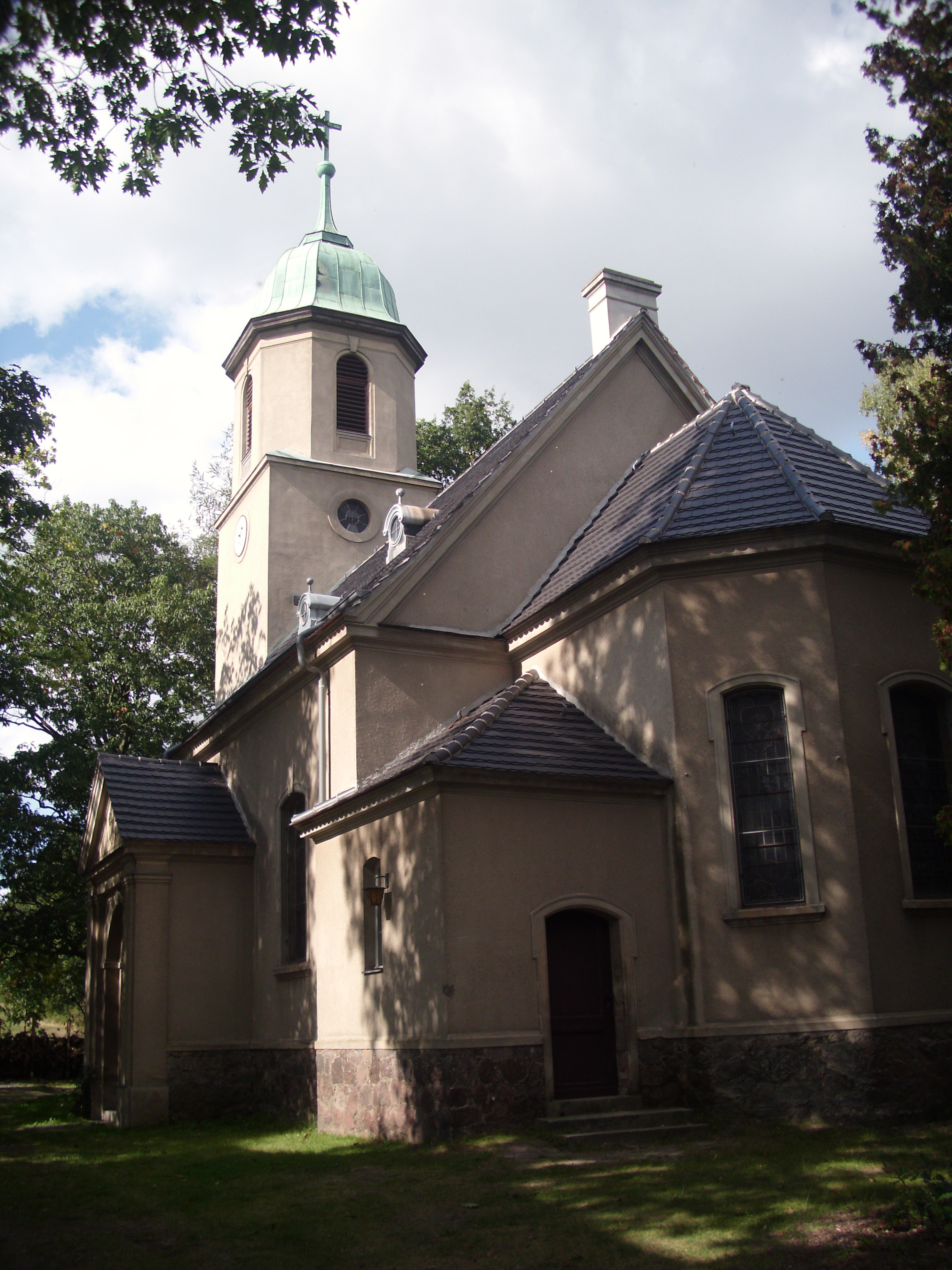
Kirche in Frankfurt (Oder)-Rosengarten

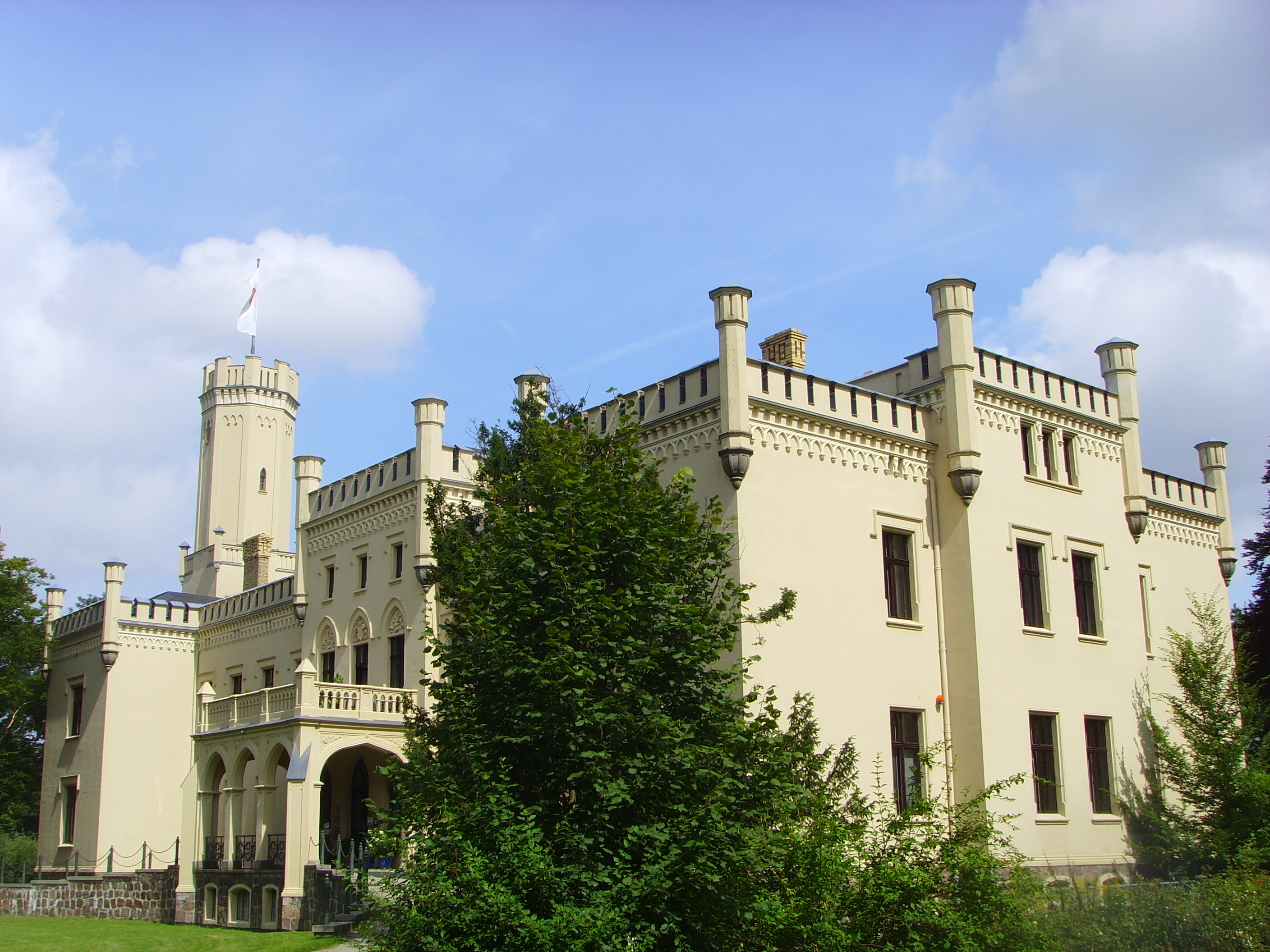
Schloss Reichenow

Gustav Hauer war Architekt der 1903 errichteten neobarocken Saalkirche in Frankfurt (Oder)-Rosengarten. und des Schlosses Reichenow.

## Familie
Gustav Hauer war der Sohn eines Holzhändlers. Er war verheiratet mit Marie geb. Bahr, ein gemeinsamer Sohn war der Jurist, Diplomat und Sinologe Erich Hauer.